# يواخيم بارتوشيفيتش
يواخيم ستيفان بارتوشيفيتش (بالإنجليزية: Joachim Stefan Bartoszewicz) (ولد في 3 سبتمبر 1867 في وارسو – وتوفي في 23 سبتمبر 1938 في وارسو) كان سياسيًا بولنديًا وكاتبًا سياسيًا ومحاميًا وطبيبًا، وناشطًا في الحركة الوطنية البولندية خلال فترة ما قبل الاستقلال. وكان شخصية بارزة في الحزب الوطني البولندي، ومن أبرز المدافعين عن الهوية القومية والثقافية البولندية في مواجهة الهيمنة الروسية.

## الحياة والمسيرة
ولد بارتوشيفيتش في مدينة وارسو خلال فترة احتلال بولندا من قبل الإمبراطورية الروسية، ودرس القانون والطب، مما منحه مكانة علمية ومهنية مرموقة في المجتمع البولندي. انخرط مبكرًا في النشاط السياسي، حيث التحق بصفوف الحزب الوطني البولندي، الذي سعى لاستعادة استقلال بولندا والحفاظ على ثقافتها وهويتها في وجه محاولات الطمس والدمج القسري من قبل السلطات القيصرية.
كان أيضًا من الأصوات البارزة في الصحافة القومية، حيث كتب في عدة صحف ومجلات تدعو إلى التحديث الاجتماعي والسياسي ضمن إطار وطني محافظ.

## دوره في الجمعية التاريخية
شغل بارتوشيفيتش منصب مدير الجمعية التاريخية البولندية، وهي مؤسسة أكاديمية كانت تلعب دورًا مركزيًا في توثيق ونشر التاريخ البولندي، خاصة في ظل غياب الدولة البولندية المستقلة. وقد دعم من خلالها تنظيم المحاضرات ونشر الدراسات حول التراث القومي.

## أسرته
كان والدًا للرسّام البولندي المعروف فلوديميرز بارتوشيفيتش، الذي أصبح لاحقًا فنانًا تشكيليًا بارزًا.

## وفاته
توفي يواخيم بارتوشيفيتش في 23 سبتمبر 1938 في وارسو، قبل عام واحد من اندلاع الحرب العالمية الثانية، التي كان لها تأثير مدمر على بولندا وشعبها.